# Вишкарёв, Борис Яковлевич
Бори́с Я́ковлевич Вишкарёв — советский актёр, театральный режиссёр и сценарист.

## Биография
Борис Вишкарёв родился 29 октября 1905 год в городе Смоленске (Россия).
В 1929 году окончил Государственные экспериментальные мастерские при Московском камерном театре. Также работал в Московских театрах.
С 1943 по 1947 год являлся актёром Государственного русского драматического театра БССР. Борис Яковлевич выступал непосредственно в ролях классического репертуара.
С 1947 года являлся педагогом по сценической речи Белорусского театрально-художественного института. Работал также сценаристом и режиссёром на радио и телевидении.
Является автором очерков творческих портретов о Г. Григонисе, Д. Орлове, А. Обухович.
В 1968 году Борису Вишкарёву было присвоено звание Заслуженный деятель культуры Белорусской ССР.
Актёр скончался 23 февраля 1974 года.

## Творчество

### Театральные работы
- «Три сестры» А. П. Чехова — Вершинин
- «Дядя Ваня» А. П. Чехова — Серебряков
- «Женитьба Белугина» — Агишкин
- «Дети солнца» М. Горького — Вагин
- «Русский вопрос» К. М. Симонова) — Гульд

### Фильмография
- 1974 — Последнее лето детства